# Karel Halíř

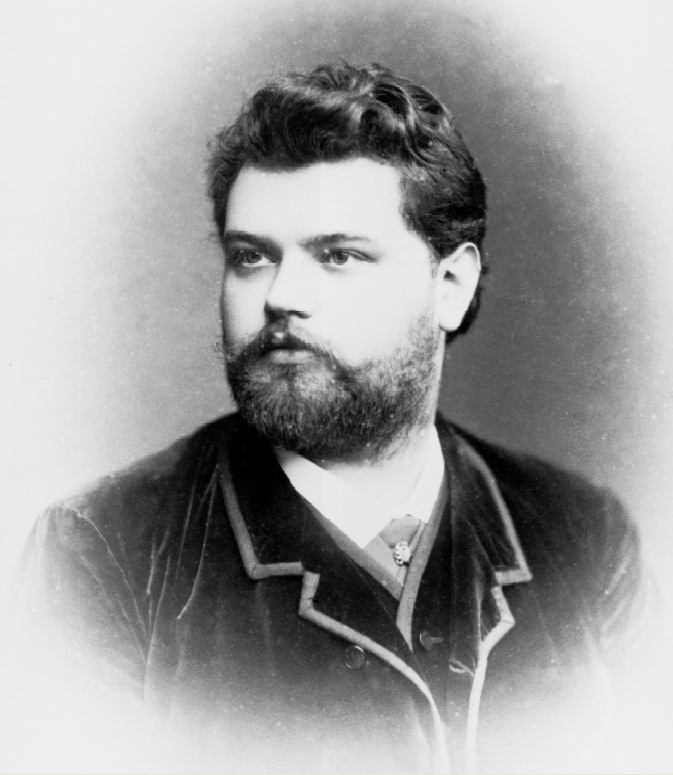
Karel Halíř.

Karel Halíř (Hohenelbe, actual Vrchlabí, 1 de febrero de 1859 – Berlín, 21 de diciembre de 1909) fue un violinista checo. Fue discípulo de Antonín Bennewitz en el Conservatorio de Praga, y desde 1874 hasta  1876 de Joseph Joachim. Primeramente actuó como primer violín en la capilla de conciertos de Bilse, desarrollando más tarde el mismo cargo en Königsberg y Mannheim hasta que en 1884 se trasladó a Weimar como maestro de capilla de la corte, dónde, como virtuoso, dio muestras de un raro talento musical. En 1894 fue nombrado sucesor de Ahnas en la dirección de la orquesta de Palacio de Berlín, cargo que dejó en 1907. Formó parte del cuarteto de Joachim y después fundó otro con Exner, Müller y Dechert. 